# Salon (mostra)

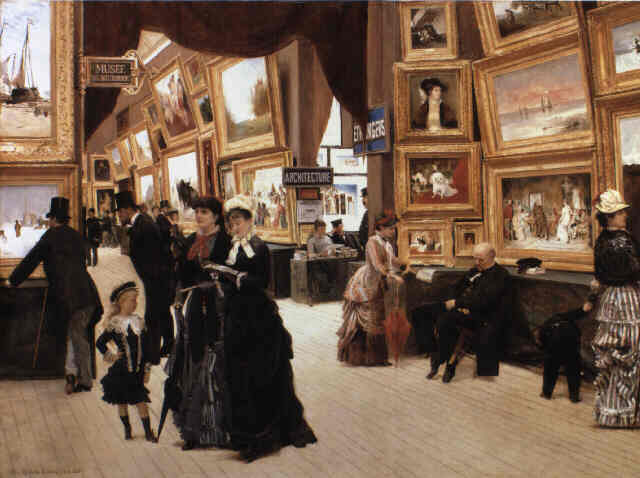
Edouard Dantan, Un angolo del salone (1880).

Il Salon è stata un'esposizione periodica di pittura e scultura, che si svolgeva al Louvre di Parigi, con cadenza biennale fino al 1831 e annuale in seguito (decreto imperiale del 13 novembre 1831), dal XVII al XIX secolo. I Salon furono proprio coloro che decidevano se un quadro potesse essere messo o meno in esposizione alla stessa stregua.

## Descrizione
Il Salon nasce nel 1667 con la prima esposizione organizzata dall'Accademia reale, riservata solamente ai membri dell'Accademia stessa. Dopo questa data, le esposizioni successive ebbero cadenza biennale sino al 1675, quando, a causa dell'elevato costo, si svolsero solo nel 1699, nel 1704 e nel 1706, quest'ultima della durata di un solo giorno. Fino al 1791 tutte le esposizioni furono inaugurate il giorno di san Luigi, onomastico del re. Allestite prima nella galleria del Palais-Royal e nel cortile dell'hôtel Richelieu, quelle del 1699 e del 1704 si svolsero nella Grande Galerie del Louvre e dal 1725 presero definitivamente posto nel Salon Carré, da cui il nome Salon, occupando talvolta anche la galleria detta dell'Apollo.

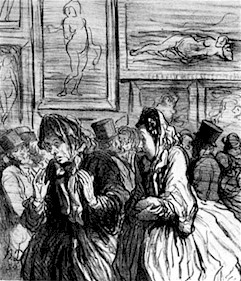
Un'incisione satirica eseguita nel 1864 da Honoré Daumier sui borghesi scandalizzati dalle pitture raffiguranti Venere nuda.

Dal 1737 al 1748, ad eccezione del 1744, la mostra ebbe cadenza annuale, poi nuovamente biennale dal 1748 al 1791. Nel 1748 venne istituita una commissione incaricata di salvaguardare la tradizione della “grande pittura” ed esercitare un controllo sulla moralità delle opere proposte. 
Sin dall'origine l'allestimento venne affidato a un artista detto le Tapissier o le Décorateur; tale incarico, dal 1761 al 1773, assunto da Jean-Baptiste-Siméon Chardin a cui subentrò Joseph-Marie Vien, Louis-Jean-François Lagrenée il Vecchio, Louis-Michel van Loo nel 1783 e 1785, e Louis Durameau. 
Con la Rivoluzione vennero apportate una serie di modifiche radicali al regolamento del Salon: nel 1791 l'esposizione divenne libera e accessibile a tutti e dal 1798 venne istituita una giuria di ammissione eletta a suffragio universale. La giuria assunse presto però una veste di conformistica ufficialità e sotto l'Impero fu composta da tre artisti e due amatori presieduti da Denon. Soppressa nel 1848, ma reintrodotta l'anno seguente, la giuria mostrò un indirizzo sempre più rigido rifiutando molti candidati e qualsiasi opera non conforme ai gusti accademici.
Nel 1863 la giuria diede dei verdetti particolarmente rigidi escludendo di fatto quasi 3000 quadri. Il clamore suscitato da tale scelta fece decidere allo stesso Imperatore Napoleone III di organizzare una libera esposizione dei dipinti esclusi, chiamato poi Salon des Refusés. Successivamente la struttura organizzativa del Salon viene riformata, consentendo l'ingresso in giuria anche da parte di alcuni artisti già premiati con medaglia. In questo modo avviene una progressiva apertura dell'esposizione alle nuove tendenze dell'arte impressionista.

## La Secessione
Nel dicembre 1890 il leader della Société des Artistes Français che gestiva il Salon, William-Adolphe Bouguereau espose l'idea che il Salon potesse diventare un'esposizione senza premi, che sponsorizzasse i giovani. Ernest Meissonier, Pierre Puvis de Chavannes, Auguste Rodin e altri artisti rigettarono la proposta facendo sorgere una secessione. Essi crearono la Société Nationale des Beaux-Arts nel 1891, esponendo in un altro Salon chiamato Salon de la Société Nationale des Beaux–Arts, in breve Salon du Champs de Mars.
Nel 1903, in risposta a ciò, da molti artisti tra cui Pierre-Auguste Renoir e Auguste Rodin, venne ideato il Salon d'Automne.

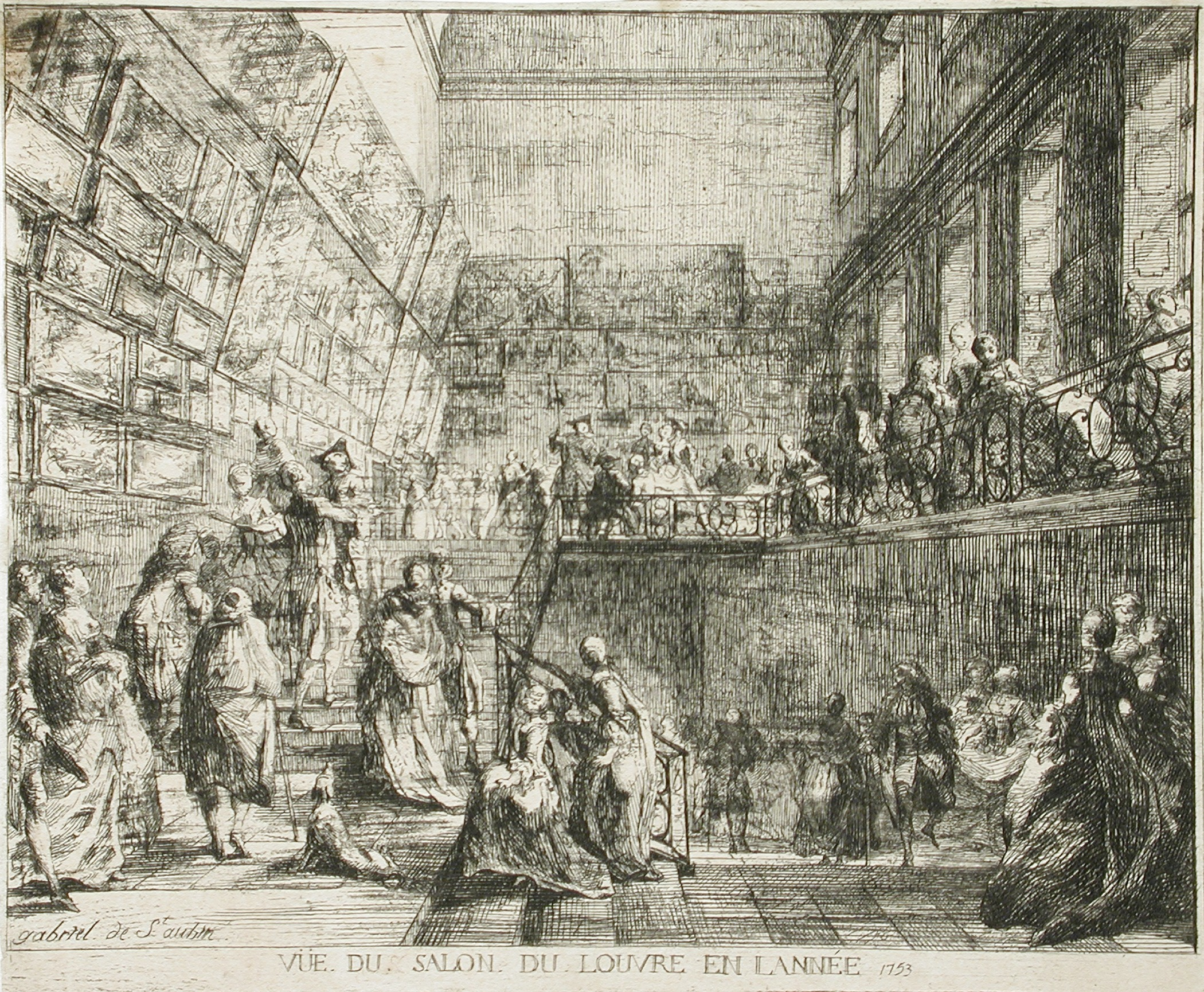
Veduta del Salone di Parigi al Museo del Louvre nel 1753.
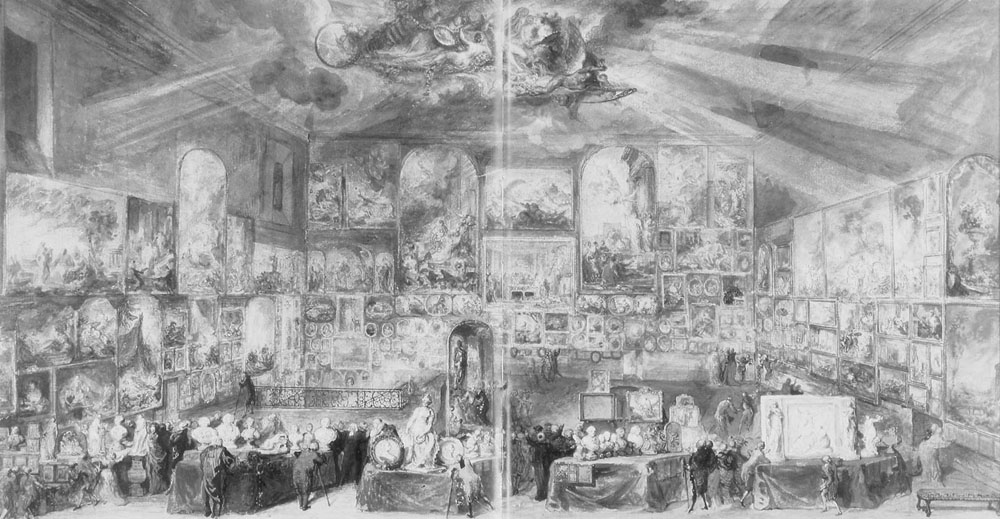
Salone di Parigi nel 1767.
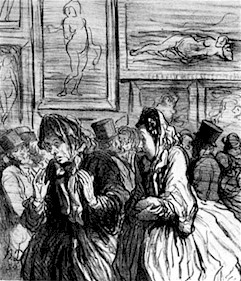
Bourgeoises scandalizza il Salone di Parigi, 1864.
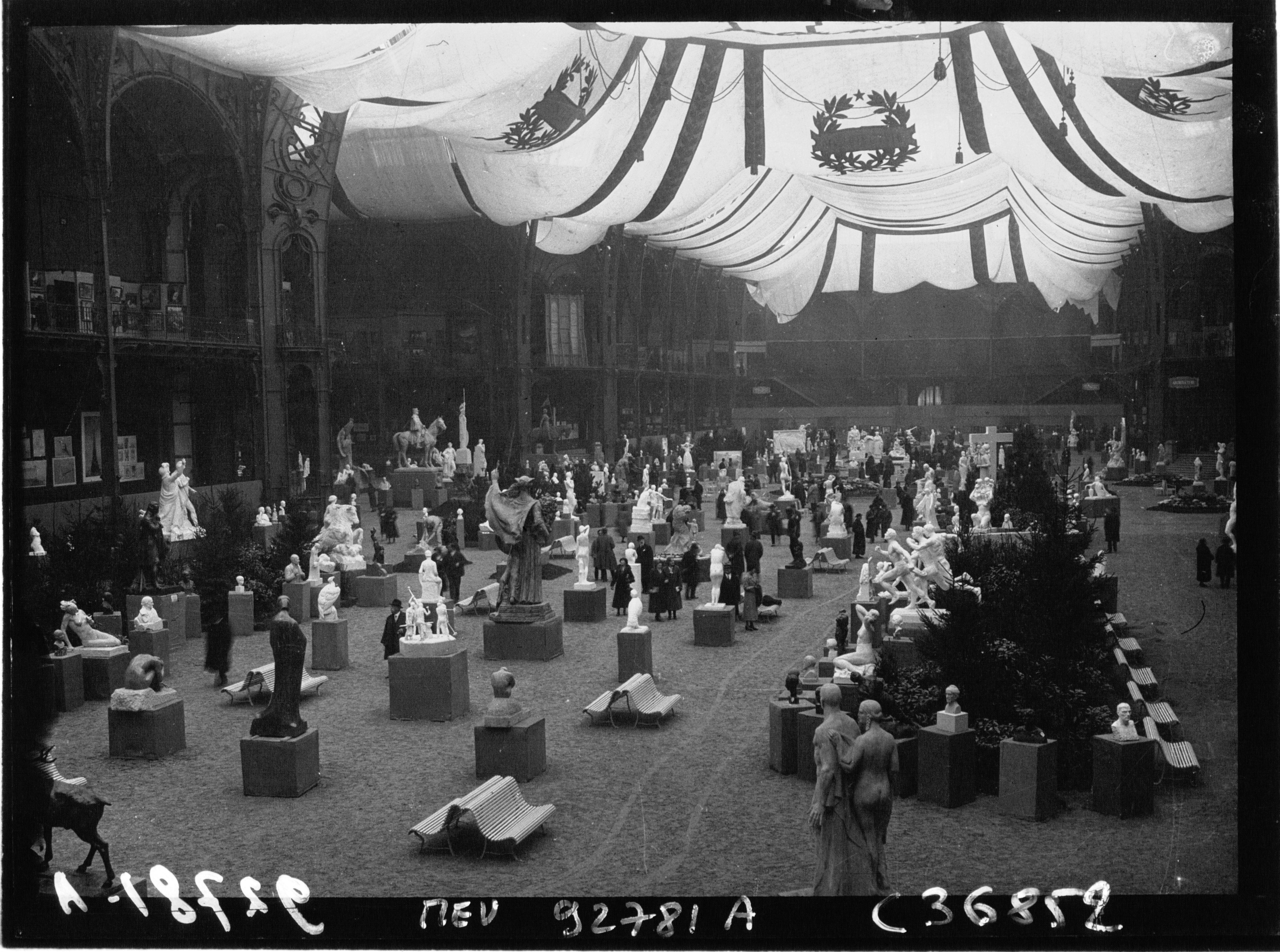
Salone di 1932, Grand Palais, Parigi.

## I premiati
Tra i vari premiati si ricordano nel 1866 Federico Faruffini, nel 1878 Antonio Rotta e nel 1900 Giovanni De Martino che vinse il premio speciale del "Salon de Paris" al Museo del Louvre, con l'opera di una scultura in bronzo intitolata Le Pêcheur de criquets ("Il pescatore di locuste").